# Amphipyra deleta
Amphipyra deleta là một loài bướm đêm trong họ Noctuidae.